# Shorung Chabise
Shorung Chabise (nep. सोरुङ) – gaun wikas samiti we wschodniej części Nepalu w strefie Sagarmatha w dystrykcie Udayapur. Według nepalskiego spisu powszechnego z 2001 roku liczył on 635 gospodarstw domowych i 3636 mieszkańców (1782 kobiet i 1854 mężczyzn).